# Cuencas Mineras
Cuencas Mineras – comarca w Hiszpanii, w Aragonii, w prowincji Teruel. Comarca ma powierzchnię 1407,6 km². Mieszka w niej 9386 obywateli. Stolicą comarki jest Utrillas, z 3346 mieszkańcami jest jej największym miastem, ale kulturalnym i historycznym centrum jest Montalbán. Comarca zawdzięcza swoją nazwę określonym strefom górnictwa znajdującym się na jej terenie. Głównym pasmem górskim w okolicy jest Sierra de San Just.

## Gminy
- Alcaine
- Aliaga
- Anadón
- Blesa
- Cañizar del Olivar
- Castel de Cabra
- Cortes de Aragón
- Cuevas de Almudén
- Escucha
- Fuenferrada
- Hinojosa de Jarque
- La Hoz de la Vieja
- Huesa del Común
- Jarque de la Val
- Josa
- Maicas
- Martín del Río
- Mezquita de Jarque
- Montalbán
- Muniesa
- Obón
- Palomar de Arroyos
- Plou
- Salcedillo
- Segura de los Baños
- Torre de las Arcas
- Utrillas
- Villanueva del Rebollar de la Sierra
- Vivel del Río Martín
- La Zoma